# Chrysocharis auratus
Chrysocharis auratus är en stekelart som först beskrevs av William Harris Ashmead 1887.  Chrysocharis auratus ingår i släktet Chrysocharis och familjen finglanssteklar. Inga underarter finns listade i Catalogue of Life.